# Phakellia elegans
Phakellia elegans är en svampdjursart som beskrevs av Thiele 1898. Phakellia elegans ingår i släktet Phakellia och familjen Axinellidae.
Artens utbredningsområde är havet kring Japan. Inga underarter finns listade i Catalogue of Life.